# Distretto di Jorquelleh
Il distretto di Jorquelleh è un distretto della Liberia facente parte della contea di Bong.